# Donald Swann
Donald Ibrahim Swann (Llanelli, 30 settembre 1923 – Londra, 23 marzo 1994) è stato un compositore e cantante britannico.
Era la metà del duo Flanders e Swann, scriveva e interpretava canzoni comiche con Michael Flanders.

## Biografia
Donald Swann era nato a Llanelli, nel Carmarthenshire, in Galles. Suo padre, Herbert Alfredovich Swann, era un medico russo di origine inglese, proveniente dalla comunità di espatriati che iniziò come Compagnia di Mosca. Sua madre, Naguimé Sultán Swann (nata Piszóva), era un'infermiera turkmena-russa di Aşgabat, ora parte del Turkmenistan. Erano profughi della rivoluzione russa. Il bisnonno di Swann, Alfred Trout Swan, un commerciante di tessuti del Lincolnshire, emigrò in Russia nel 1840 e sposò la figlia dell'orologiaio degli zar. Qualche tempo dopo la famiglia aggiunse una seconda 'n' al proprio cognome. Suo zio Alfred scrisse la prima biografia di Alexander Scriabin in inglese.
La famiglia si trasferì a Londra, dove Swann frequentò la Dulwich College Preparatory School e la Westminster School. Fu in quest'ultima che incontrò per la prima volta Michael Flanders, un compagno di scuola. Nel luglio e nell'agosto del 1940 misero in scena una rivista chiamata Go To It. La coppia si separò quindi durante la seconda guerra mondiale, ma in seguito stabilirono una collaborazione musicale scrivendo canzoni e opere leggere. Flanders si occupava dei testi e Swann componeva la musica.
Nel 1941 Swann ricevette un incarico alla Christ Church di Oxford, per leggere le lingue moderne. Nel 1942 si registrò come obiettore di coscienza e prestò servizio presso la Friends' Ambulance Unit (un'organizzazione di soccorso quacchera) in Egitto, Palestina e Grecia. Dopo la guerra tornò a Oxford per leggere il russo e il greco moderno.
Negli anni 1970, Swann divenne uno sponsor della Peace Pledge Union.
Donald Swann si sposò due volte; sposò Janet Oxborrow nel 1955 divorziando nel 1983; la sua seconda moglie era la storica dell'arte Alison Smith. Nel 1992 gli fu diagnosticato un cancro. Morì al Trinity Hospice nel sud di Londra il 23 marzo 1994.

## Carriera
Quando per caso Swann e Flanders si incontrarono di nuovo, nel 1948, iniziò il loro sodalizio professionale. Cominciarono a scrivere canzoni e opere leggere, Swann la musica e Fianders le parole. Le loro canzoni sono state eseguite da artisti come Ian Wallace e Joyce Grenfell. Successivamente hanno scritto due riviste a due, At the Drop of a Hat e At the Drop of Another Hat, che hanno eseguito in tutto il mondo fino alla fine della loro collaborazione, nel 1967.
Allo stesso tempo, Swann stava mantenendo una prolifica produzione musicale, scrivendo la musica per diverse opere e operette, inclusa una versione integrale di Perelandra di C. S. Lewis e un'ambientazione delle poesie di J. R. R. Tolkien da Il Signore degli Anelli alla musica nella raccolta The Road Goes Ever On. Nel 1953-1959 Swann ha fornito la musica per sette opere teatrali di Henry Reed per il Terzo programma della BBC, generalmente note come le commedie di Hilda Tablet per uno dei personaggi di fantasia, una compositrice di "musique concrète renforcée" d'avanguardia. Oltre alla musica di scena, Swann ha composto per questo personaggio un'opera, "Emily Butter" e molte altre opere complete. Un'amicizia per tutta la vita con Sydney Carter ha portato a decine di canzoni, la più nota delle quali "The Youth of the Heart" che è riapparsa in At the Drop of A Hat e nel musical Lucy & the Hunter.
Dopo la fine della sua collaborazione con le Flanders, Swann ha continuato a tenere concerti da solista e a scrivere per altri cantanti. Ha anche formato gli Swann Singers e ha fatto un tour con loro negli anni 1970. Per tutti gli anni 1980 e l'inizio degli anni 1990, ha continuato a esibirsi in varie combinazioni con cantanti e colleghi e come artista solista. Negli ultimi anni della sua vita "scoprì" la poesia vittoriana e compose alcune delle sue musiche più profonde e commoventi su testi di William Blake, Emily Dickinson, Christina Rossetti, Oscar Wilde e altri. Ha scritto una serie di brani di inni che appaiono nei moderni libri di inni.
Si stima che Swann abbia scritto o musicato quasi 2.000 canzoni durante la sua carriera.

## Discografia

### Fianders e Swann
- - 1957 – Excerpts from at the Drop of a Hat (EP)
  - 1957 – More Excerpts from at the Drop of a Hat (EP)
  - 1957 – More out of the Hat! (EP)
  - 1959 – Little Drummer Boy/The Storke Carol (EP)
  - 1960 – At The Drop of a Hat (prodotta da George Martin)
  - 1961 – The Bestiary of Flanders & Swann (EP)
  - 1964 – At The Drop of Another Hat (prodotta da George Martin)
  - 1964 – Favourites from at the Drop of Another Hat (EP)
  - 1964 – More out of the New Hat (EP)
  - 1966 – EMI Comedy Classics (Hat and Another Hat su due musicassette)
  - 1967 – The Bestiary of Flanders & Swann (prodotta da George Martin)
  - 1975 – And Then We Wrote...
  - 1977 – Tried by the Centre Court
  - 1994 – The Complete Flanders & Swann (i primi tre album in un triplo album)
  - 1994 – A Transport of Delight: The Best of Flanders & Swann
  - 1997 – More out of the Drop of a Hat – Again! (due cassette)
  - 1999 – The Flanders and Swann Collection
  - 2000 – A Drop of Hilarity from Flanders & Swann
  - 2007 – Hat Trick: Flanders & Swann Collector's Edition

### Altri lavori
- - 1951 – The Youth of the Heart (78 giri)
  - 1958 – London Sketches (Donald Swann & Sebastian Shaw)
  - 1963 – Festival Matins (EP)
  - 1964 – Songs of Faith & Doubt (EP)
  - 1965 – For The Love of Betjeman (Donald Swann & Sir John Betjeman, EP)
  - 1966 – Donald Swann & the Choir of the Friends' School, Saffron Walden (EP)
  - 1967 – Poems and Songs of Middle Earth (J. R. R. Tolkien, Donald Swann e William Elvin)
  - 1968 – Sing Round The Year (Ragazzi del Westminster School and Girls of Mayfield Putney)
  - 1970 – An Evening in Crete (Donald Swann & Lilli Malandraki)
  - 1971 – The Song of Caedmon (Donald Swann & Arthur Scholey, EP)
  - 1973 – A Crack in Time (The Swann Singers)
  - 1973 – Wacky & His Fuddlejig (Donald Swann & Arthur Scholey, narrato da Peter Ustinov, EP)
  - 1973 – The Rope of Love (The Swann Singers)
  - 1975 – The Five Scrolls or "The Five Seasons of God" (Donald Swann & Rabbi Albert Friedlander) [8]
  - 1975 – The Parable of the Lost Sons (Donald Swann & The Nairobi Youth Choir, EP)
  - 1980 – Radio Orwell (The Olive Quantrill Singers)
  - 1981 – Swann with Topping (Donald Swann & Frank Topping)
  - 1984 – Requiem for the Living (Donald Swann & Cecil Day Lewis)[9]
  - 1989 – Alphabetaphon (Donald Swann, 3 cassette)
  - 1992 – Amiscellany (Donald Swann & John Amis)
  - 1994 – Swann in Jazz
  - 1999 – The Isles of Greece

## Libri
- Swann, Donald, The Space Between the Bars, Hodder & Stoughton, 1968, ISBN 9780340043783.
- Swann, Donald, Swann's Way Out: A Posthumous Adventure, Weidenfeld & Nicolson, 1975, ISBN 978-0297768913.
- Swann, Donald, Alphabetaphon, Albert House Press, 1987, ISBN 0-9511451-1-8.
- Swann, Donald, Swann's Way: A life in Song, Heinemann; Revised, Arthur James 1993. Revised, Thames Publishing 1997, 1991, ISBN 0-85305-329-4.

## Autobiografia del padre
- Swann, Herbert, Home on the Neva, Victor Gollancz Ltd, 1968, ISBN 9780575001176.

## Collezioni di canzoni
- Flanders, Michael e Swann, Donald, The Flanders and Swann Song Book, International Music Publications, ISBN 1-85909-003-6.
- Swann, Donald, Sing Round the Year, Bodley Head, 1965, ISBN 0-370-01070-1.
- Tolkien, J.R.R. e Swann, Donald, The Road Goes Ever On, Allen & Unwin, 1968, ISBN 9780047840098.
- Swann, Donald, The Song of Caedmon, Stainer & Bell, 1971, ISBN 0-85249-107-7.
- Swann, Donald, The Rope of Love: Around the Earth in Song, Bodley Head Children's Books, 1973, ISBN 0-370-01272-0.
- Swann, Donald e illustrated by Alison Smith, The Poetic Image: A Victorian Song Cycle, Albert House Press, 1991.